# Phil Evans
Phil Evans (Cardiff, Gales, 12 de julio de 1980) es un exfutbolista de Sudáfrica nacido en Gales que jugaba en las posiciones de lateral derecho y centrocampista.

## Carrera

### Club
| Periodo   | Club              | Apariciones | Goles |
| --------- | ----------------- | ----------- | ----- |
| 1998-1999 | Arcadia Shepherds | 21          | 5     |
| 1999–2006 | Supersport United | 128         | 11    |
| 2006-2009 | Bidvest Wits      | 50          | 0     |
| 2009-2010 | Thanda Royal Zulu | 11          | 1     |

### Selección nacional
Jugó para Sudáfrica en 10 ocasiones de 2003 a 2005 y anotó un gol, el cual fue el 7 de agosto de 2005 en la derrota por 1-2 ante México en Carson, California por la Copa de Oro de la Concacaf 2005.

## Logros

### Club
- Copa Nedbank (1): 2005[2]
- MTN 8 (1): 2004

### Individual
- Equipo Ideal de la Copa de Oro de la Concacaf 2005.